# 광탄고등학교
광탄고등학교(廣灘高等學校)는 대한민국 경기도 파주시 광탄면 신산리에 있는 사립 고등학교이다.

## 학교 연혁
- 1975년 11월 15일 : 광탄상업고등학교(6학급) 설립인가
- 1976년 3월 1일 : 광탄상업고등학교 개교(학년당 상과 2학급)
- 1976년 3월 1일 : 초대 이사장 민경식 선생 취임
- 1976년 3월 1일 : 초대 교장 민윤식 선생 취임
- 1979년 1월 15일 : 제1회 졸업식 거행
- 1981년 6월 9일 : 광탄종합고등학교로 교명변경(보통과 1학급, 상과 3학급)
- 2007년 3월 1일 : 광탄고등학교로 교명변경(정보처리과 1학급, 보통과 3학급)
- 2012년 3월 1일 : 제7대 이사장 조명혜 선생 취임
- 2018년 3월 1일 : 학과개편(보통과 3학급, 부사관과 1학급)
- 2023년 9월 1일 : 김신년 교장 취임
- 2024년 1월 9일 : 광탄고등학교 제45회 졸업식

## 설치 학과
- 7차일반
- 부사관과

## 참고 자료
- 광탄고등학교 - 한국교육학술정보원 학교알리미